# Zecca di Marciana
La cosiddetta Zecca di Marciana è una struttura storica che si trova all'interno dell'abitato di Marciana, all'isola d'Elba. Insiste su una struttura ad ipogeo interamente scavata in un banco di monzogranito, secondo alcuni identificabile come una sepoltura gentilizia con dromos, databile tra IV e I secolo a.C.

## Descrizione
Si articola in un ambiente sottostante la Casa Appiani, residenza estiva dei Principi di Piombino.
La struttura è composta da più ambienti, in cui si apre un cunicolo scavato nella roccia monzogranitica. Due camere speculari, anch'esse ricavate nella roccia, si trovano trasversalmente nell'ultimo tratto della galleria; nel corridoio di collegamento sono presenti due nicchie parietali probabilmente usate come portalampade. Nell'ambiente d'ingresso, sulle pareti in alto, si trovano alcuni disegni a carboncino che raffigurano velieri e imbarcazioni da pesca a vela latina, databili alla metà del XIX secolo.
L'ipogeo sepolcrale di Marciana presenta una planimetria cruciforme semplice che contiene tre cellule. L'asse maggiore, avente circa 310° circa di declinazione dal nord, dista a sud-ovest a poco più di un chilometro da Monte Catino, dove fu scoperto un notevole complesso cimiteriale, non ancora indagato compiutamente, databile tra la fine del VII e la prima metà del VI secolo a.C. A nord/ovest , l'asse punta all’area cimiteriale del Masso dell'Omo, nella quale sono stati rinvenuti vaghi d'ambra tipo Tirinto e ceramiche decorate databili fra la fine del XII e i primi dell'IX secolo. a.C.
La struttura è sede di un piccolo Museo numismatico, su progetto degli architetti Silvestre Ferruzzi e Luciano Giannoni. 

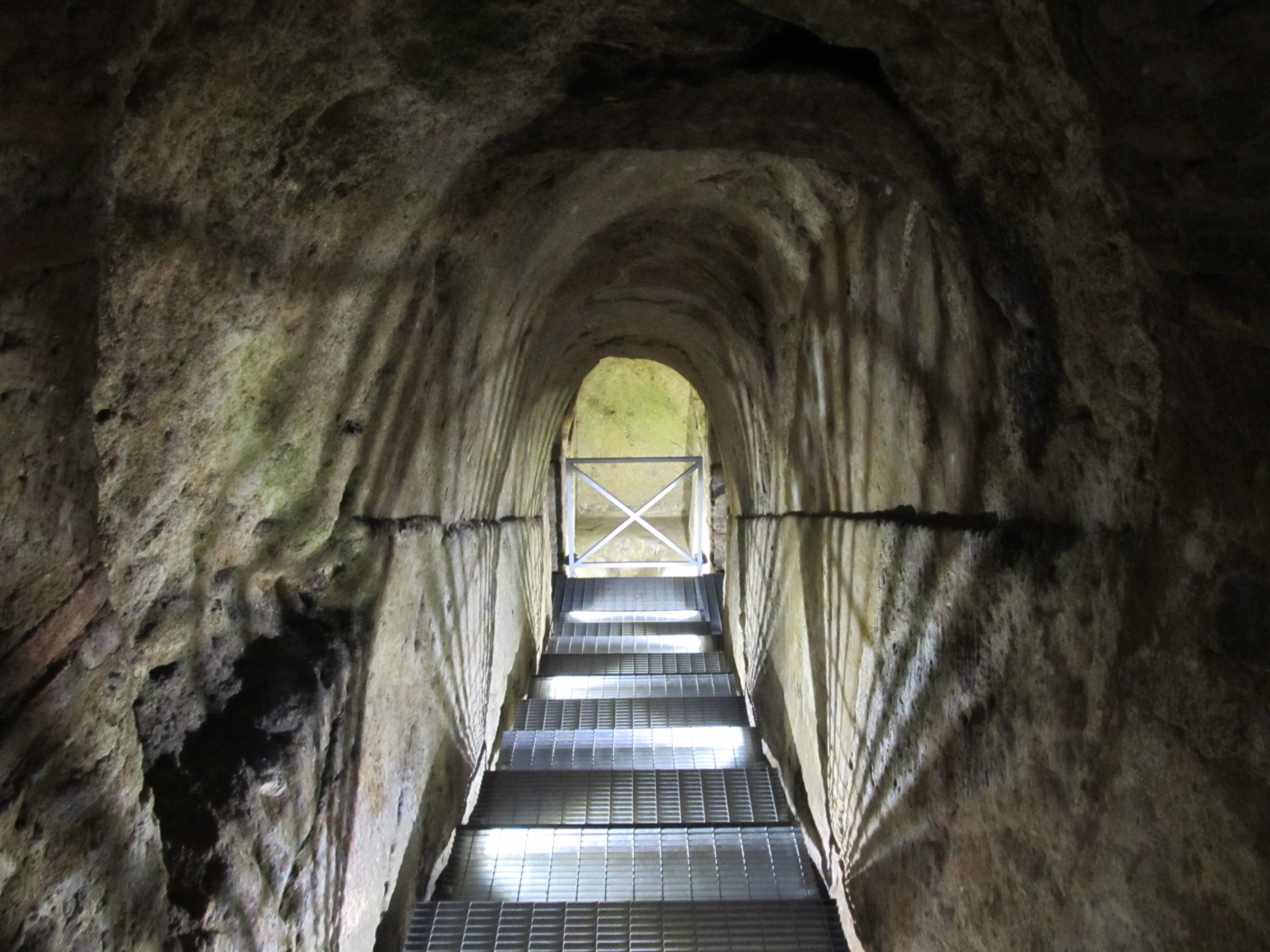
Il cunicolo

## Controversie storiche
L'esistenza di una zecca a Marciana è citata da Guido Antonio Zanetti, il quale afferma, parlando degli Appiani, che «Questi le fecero coniare nella propria Zecca (...) ed anche in Marciana, restando oggidì denominata una stanza di ragione della Casa Bernotti La Officina della Zecca. I metalli co' quali sono state battute tali monete, si vuole, che si ricavassero dalle miniere esistenti nel proprio Stato.» Le affermazioni di Zanetti tuttavia non trovano conferme numismatiche e soprattutto gli ambienti nei quali oggi si presume abbia avuto sede non sono idonei all'uso come zecca. Anche per zecche molto importanti e monumentali erano necessari aria e acqua per quasi tutte le fasi della lavorazione e la struttura sotterranea attuale sede del Museo numismatico non presenta requisiti idonei (in genere si aveva un cortile interno con pozzo centrale su cui si affacciavano le officine). Gli ambienti sotterranei di cui si tratta avrebbero potuto essere usati come deposito di materiali prima di essere inviati alla zecca che doveva avere altra ubicazione..